# Kaninlandsbanan
Kaninlandsbanan är en åkattraktion i nöjesparken Liseberg i Göteborg. Attraktionen är en del av Lisebergs nybyggda område Kaninlandet som invigdes vid Lisebergs säsongspremiär 27 april 2013.
Attraktionen består av ett antal vagnar som åker runt på ett spår upphöjt i luften. Spåret slingrar sig runt över Kaninlandet och ger de åkande utsikt över området. Vagnarna har plats för fyra åkande i två rader, och drivs av elmotorer. De åkande kan själva anpassa hastigheten genom att trampa på cykelpedaler. Pedalerna kan enkelt anpassas till de åkandes längd, och när pedalerna används ökar elmotorns hastighet.

## Liknande attraktioner i andra parker
Attraktionen är tillverkad av Nederländska ETF Ride systems vars beteckning på attraktionen är Panorama Pedal Plus. Attraktionen finns även på bland annat ett antal Legoland-parker världen över. Vagnarna är i dessa parker utformade så att de ser ut att vara byggda av Lego. På Legoland Kalifornien heter attraktionen Sky Cruiser och på Legoland Windsor Sky Rider. Dessa har dock bara plats för två åkande per vagn. På Legoland Tyskland heter attraktionen Tret-o-Mobil, och har precis som Kaninlandsbanan, plats för fyra åkande per vagn.

## Bilder

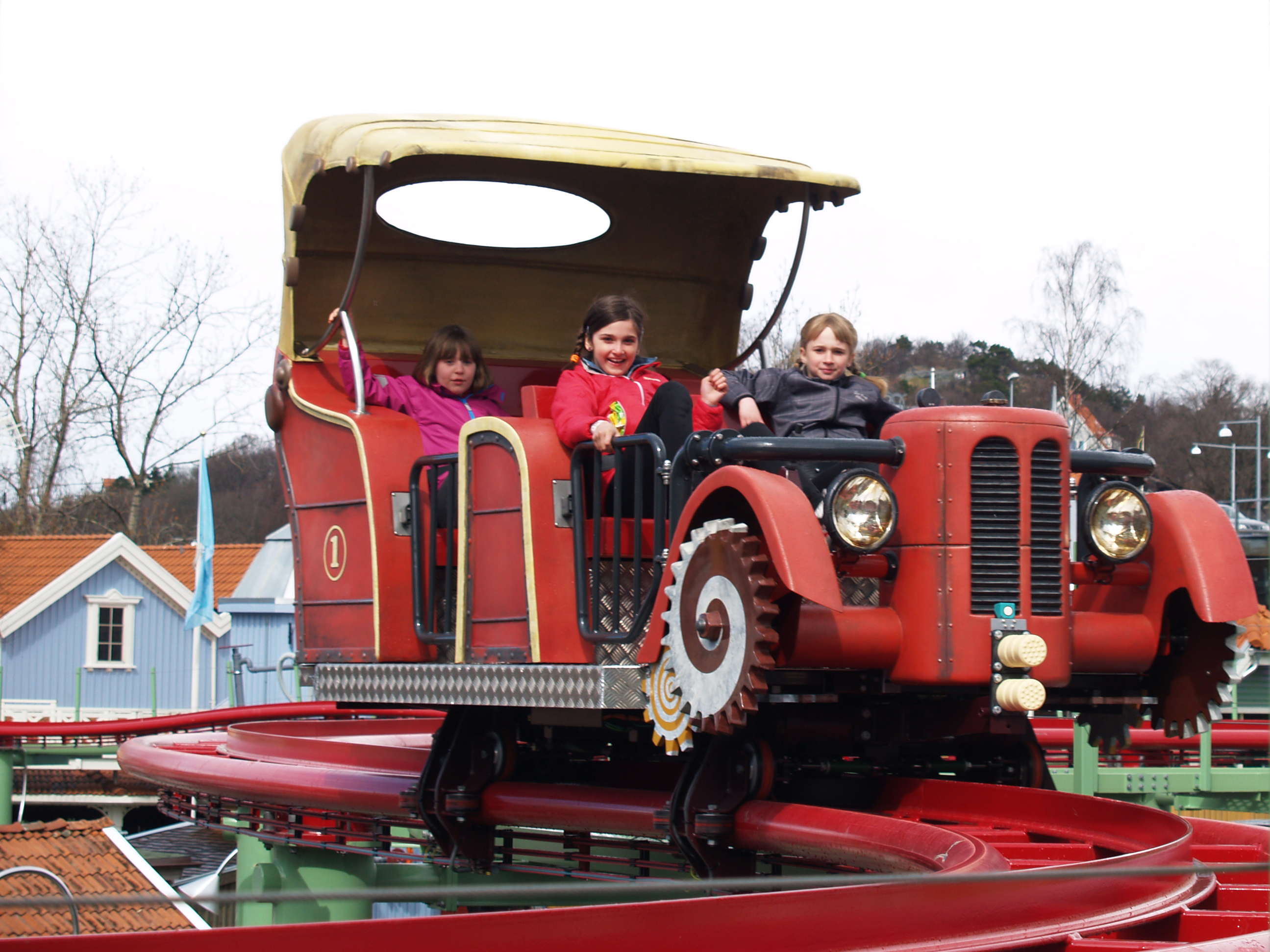
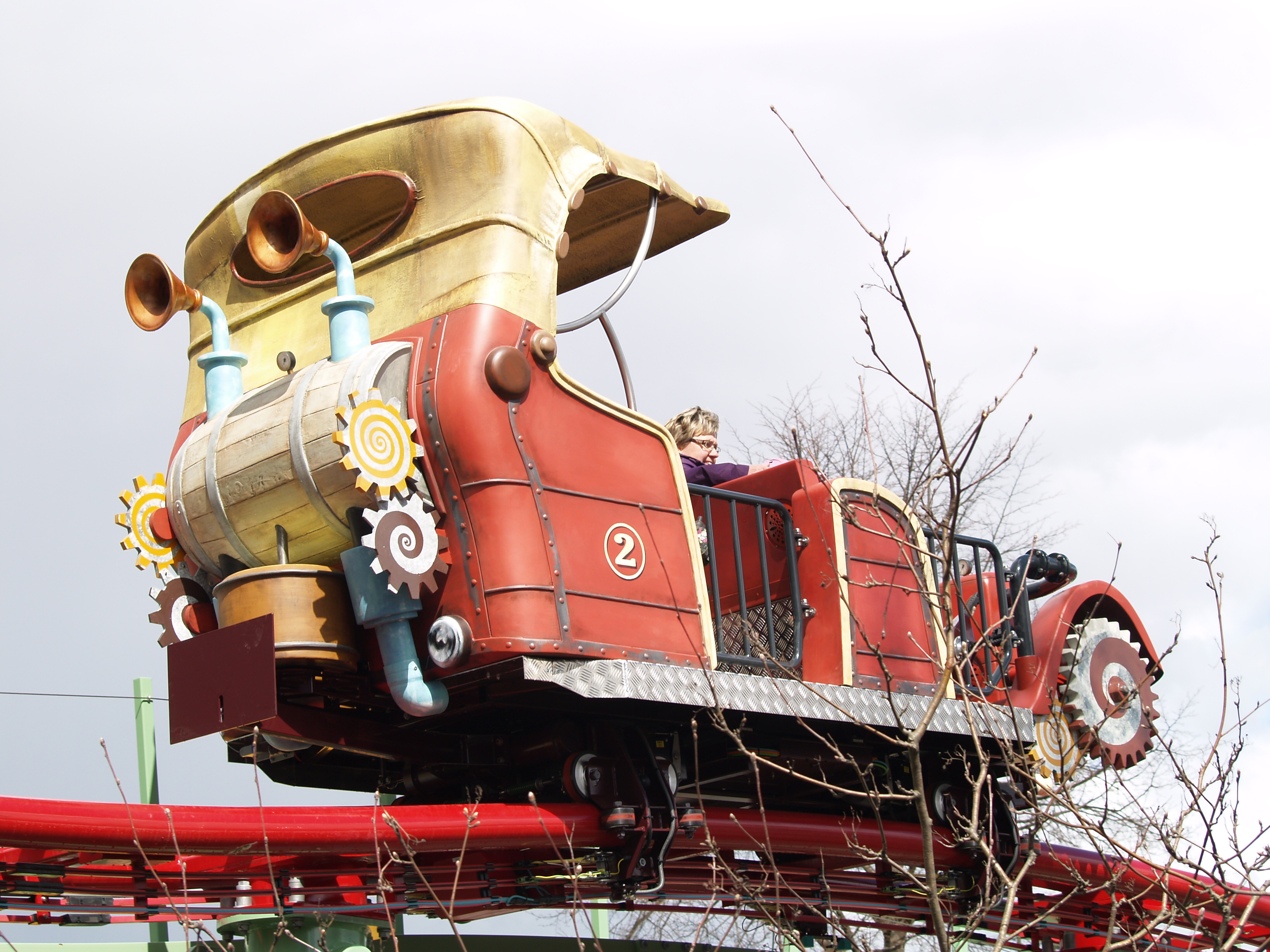

- Wikimedia Commons har media som rör Kaninlandsbanan.

|  |

### Andra versioner
|  |  |  |